# 三崎三座
三崎三座とは、明治20年代に神田三崎町に設けられた3つの劇場、三崎座・東京座・川上座の総称である。

## 三崎座
三崎座は明治24年（1891年）6月27日に東京神田三崎町三丁目で開場。建坪195坪5合（約645㎡）、観客定員1500人の小劇場。
三崎座は初めて女優を主体とする芝居を上演し、また東京で唯一常に女優が興行する劇場。明治時代には市川鯉昇、松本錦糸、岩井米花らが中心となって活動し、その他にも沢村源之助、大谷馬十、尾上幸蔵などの俳優や女優市川九女八一座も活躍した。
大正12年（1923年）9月に起きた関東大震災の影響により焼失し、翌13年3月再建したものの、第二次世界大戦の戦災で再度焼失し、廃座となった。

## 川上座
川上座は、川上音二郎によって明治29年（1896年）6月15日に完成した。
内部はフランスの劇場を模しており、他の座とは異なる構造だった。
当初は、神田区淡路町（現在の千代田区神田淡路町）に劇場を設立する予定だったが、中止となり明治26年（1963年）三崎町に設立を願い出て、同年12月1日に許可された。
川上一座などの新派の役者達の活動の中心となったが、経営が困難になり、明治31年（1898年）頃には、川上音二郎の手を離れた。
後、明治34年（1901年）1月に改良座と改称し、株式会社に改組したが、明治36年（1903年）4月6日に火災により焼失した。